# Alla Zahaikevych
 (janvier 2024).
Si vous disposez d'ouvrages ou d'articles de référence ou si vous connaissez des sites web de qualité traitant du thème abordé ici, merci de compléter l'article en donnant les références utiles à sa vérifiabilité et en les liant à la section « Notes et références ».
Alla Zahaikevych (ukrainien : Алла Загайкевич Alla Zahaïkevitch ; née le 17 décembre 1966) est une compositrice ukrainienne de musique contemporaine, performeuse, et organisatrice de projets de musique électroacoustique, musicologue. Son nom est parfois épelé Alla Zagaykevych.

## Biographie
Elle est née à Khmelnytskyi, en Ukraine, et est diplômée de l'Académie de musique Tchaïkovski de Kiev, où elle a étudié dans la classe de composition et d’orchestration du professeur Yu.Ischenko (1990). En 1993-1994, elle a fait ses études de troisième cycle en théorie musicale avec le professeur I.P’jaskovsky et en composition avec le professeur Yu.Ischenko. En 1995-1996, elle a suivi un cours annuel de composition et d’informatique musicale à l’IRCAM (Paris, France). De 1986 à 1999, elle a été membre de l’Ensemble folklorique "Drevo" de l’Académie nationale de musique de l’Ukraine, Directeur Ye.Yefremov, où elle a étudié le chant authentique ukrainien et a participé à de nombreuses expéditions folkloriques, conférences, festivals.
Depuis 1998, elle est chargée de cours au Département des Technologies de l’Information Musicale de l’Académie Nationale de Musique d’Ukraine à Kiev, où elle a fondé le Studio de musique électronique (soutenu par International Renaissance Foundation).
Les œuvres de Zagaykevych comprennent de la musique de chambre symphonique, instrumentale et vocale, les compositions électroacoustiques, des installations et des performances multimédias, de l’opéra de chambre, des musiques pour des films. Elle est également directrice artistique des projets internationaux Électroacoustique (Kiev, à partir de 2003), EM-VISIA (Kiev, à partir de 2005), directrice artistique de l’Ensemble électroacoustique (à partir de 2009). En 2004, elle a reçu le prix d’État Oleksandr Dovzhenko de l’Ukraine pour la musique du film MAMAY et a reçu de nombreux autres prix pour son travail.
Elle est l'autrice d’articles musicologiques dans des revues scientifiques (Ukrajins’ke Muzykoznavstvo, v. 52; Muzyka, 1996; Organised Sound (2007),12)

## Musiques de films
- 2023 : Dovbouch (Довбуш)[1].
- Terykones, (Терикони) documentaire de 2022 de Taras Tomenko[2].
- Le Guide (film) de 2014[3].
- Second Hand (SH) de Iaroslav Loupii, en 2005[4].
- Mamaï en 2003 ;
- Slovo House en 2017.